# René Reille-Soult de Dalmatie
Pour les articles homonymes, voir Reille.
Pour les autres membres de la famille, voir Famille Reille.
René Reille-Soult de Dalmatie (dit mondainement « duc de Dalmatie »), est un homme politique français né le 10 février 1888 à Paris et mort pour la France le 20 juin 1917 à Essigny-le-Grand (Aisne).

## Biographie
Né René Reille, le 10 février 1888 à Paris (7e arrondissement), il est le fils d'André Reille et de Delphine Vaïsse (remariée à Georges d'Avenel). Par décret du 24 janvier 1910,  il est autorisé, avec ses quatre frères, à ajouter à son nom celui de Soult de Dalmatie, qui est celui leur grand-mère, Geneviève Soult de Dalmatie, dernière du nom. Il  prend ensuite le titre mondain et non légal de duc de Dalmatie,, éteint en 1857 en ligne masculine dans la famille Soult.
Il suit sa scolarité au collège Stanislas, puis des études à la faculté de droit de Paris (1912-1914), et succède à son oncle, Amédée Reille, comme député du Tarn en 1914. 
Mobilisé lors de la Première Guerre mondiale, il sert comme officier au 62e régiment d'artillerie. Lieutenant commandant une section d'auto-canons, il est blessé par un obus, mais, continuant son avancée, se trouve être touché mortellement par un second obus. Mort pour la France à l'âge de vingt-neuf ans, il reçoit la Légion d'honneur et la croix de guerre. Son frère François lui succèdera dans son mandat de député.

## Distinctions
- Chevalier de la Légion d'honneur
- Croix de guerre 1914–1918

## Sources
- « René Reille-Soult de Dalmatie », dans le Dictionnaire des parlementaires français (1889-1940), sous la direction de Jean Jolly, PUF, 1960 [détail de l’édition]
- Ressource relative à la vie publique :   - Base Sycomore
- Rémy Cazals, « Reille, père et fils, société pour l’exploitation du mandat de député. Les barons Reille et le pouvoir (1861-1958) », Michel Bertrand (dir.), Pouvoirs des familles, familles de Pouvoir, Presses universitaires du Midi, 2005, p. 297-306, (Open édition books, Lire en ligne).